# Ralph Hamilton
Ralph Waldo „Chuck“ Hamilton (* um 1920; † nach 1966) war ein US-amerikanischer Jazz- und Rhythm-&-Blues-Musiker (Kontrabass).

## Leben und Wirken
Hamilton, der aus Texas stammte, arbeitete ab der zweiten Hälfte der 1940er-Jahre in Los Angeles u. a. mit Lillette Thomas and Her Boys, Monte Easter, Sylvester Mike, Micky Cooper, Al Hibbler (mit den Harry Carney All Stars), Maxwell Davis und Lowell Fulson, Pete Johnson und Jay McShann. Außerdem begleitete er bis in die 1960er-Jahre (meist im  Maxwell Davis Orchestra) Blues- und R&B-Vokalisten wie Donna Hightower, Dolly Cooper, Smokey Hogg („Keep A-walkin’“), Ray Charles („Blues Before Sunrise“), Big Joe Turner, Jimmy Witherspoon und Elmore James. 1949 hatte Webb als Mitglied des Red Miller Trios mit „Bewildered“ einen Nummer-eins-Hit in den Billboard-R&B-Charts. Der Diskograf Tom Lord listet seine Beteiligung zwischen 1945 und 1954 an 63 Aufnahmesessions. Als Studiomusiker arbeitete er im Laufe seiner Karriere auch mit The Coasters („Riot in Cell Block #9“), Percy Mayfield, Amos Milburn, Clarence Gatemouth Brown, Little Richard und B. B. King.